# Tiếng Afrikaans
Tiếng Afrikaans hay tiếng Hà Lan Mũi Đất (Nam Phi) hay tiếng Nam Phi là một trong 11 ngôn ngữ chính thức của Nam Phi, phát triển từ phương ngữ Zuid-Holland (Nam-Hà Lan) giữa thế kỷ 17 từ những cư dân Hà Lan định cư ở Nam Phi vào thời kỳ này. Ngôn ngữ này đã được sử dụng bởi người Hà Lan, người Pháp, và người Đức những người định cư và những người bị họ bắt làm nô lệ. Tiếng Afrikaans dần dần bắt đầu phát triển những đặc điểm khác biệt trong suốt thế kỷ 18. Ngôn ngữ này vay mượn từ vựng từ tiếng Anh, tiếng Đức, tiếng Pháp của cư dân những nước này định cư tại Nam Phi cũng như từ các ngôn ngữ châu Phi bản địa và đã trải qua quá trình đơn giản hóa ngữ pháp (ví dụ như bỏ thay đổi đuôi động từ theo các thì). Ngữ âm cũng thay đổi: sch thành sk (từ tiếng Hà Lan schoen thành skoen, nghĩa là giày). Cho đến giữa thế kỷ 19, đây chỉ là một khẩu ngữ, người ta sử dụng tiếng Hà Lan chuẩn để viết. Sau đó, có một phong trào dùng ngôn ngữ này để làm ngôn ngữ văn chương. Nó dần được sử dụng trong báo chí, trường học và nhà thờ. Năm 1925, nó đã chính thức thay thế tiếng Hà Lan chuẩn.
Ngày nay, ngôn ngữ này được sử dụng ở Nam Phi, Namibia, (ở mức độ thấp hơn) Botswana, Zambia và Zimbabwe, ước tính năm 2020, tổng số người nói tiếng Afrikaans khoảng từ 15 đến 23 triệu người. Hầu hết các nhà ngôn ngữ học coi tiếng Afrikaans là một phần ngôn ngữ creole.

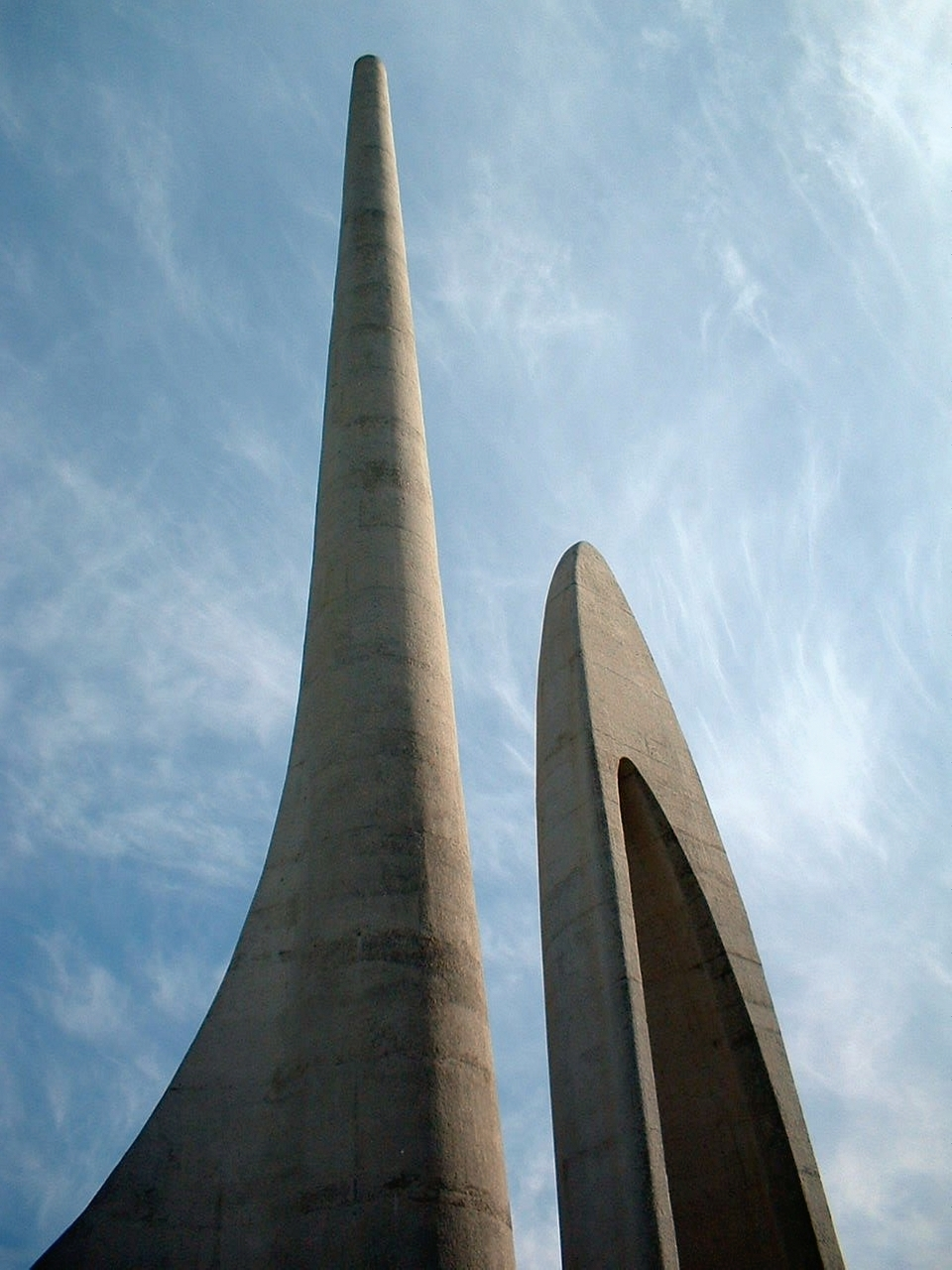
Đài tưởng niệm của Tượng đài ngôn ngữ Afrikaans gần Paarl

Ước tính khoảng 90% đến 95% từ vựng có nguồn gốc từ tiếng Hà Lan, với các từ được tiếp nhận từ các ngôn ngữ khác, bao gồm tiếng Đức và tiếng Khoisan của Nam Phi. Sự khác biệt với tiếng Hà Lan bao gồm loại hình thái học phân tích và ngữ pháp, cùng một số cách phát âm. Có một mức độ hiểu lẫn nhau cao giữa dạng viết. Vào tháng 5 năm 2022, tiếng Afrikaans lần đầu tiên được công nhận là ngôn ngữ bản địa của Nam Phi.